# Roll Call
Roll Call è un album di Hank Mobley, pubblicato dalla Blue Note Records nel luglio del 1961. Il disco fu registrato il 13 novembre del 1960 al Van Gelder Studio di Englewood Cliffs, New Jersey (Stati Uniti).

## Tracce
Lato A
1. Roll Call – 10:30 (Hank Mobley)
2. My Groove Your Move – 6:05 (Hank Mobley)
3. Take Your Pick – 5:20 (Hank Mobley)

Lato B
1. A Baptist Beat – 8:35 (Hank Mobley)
2. The More I See You – 6:50 (Harry Warren, Mack Gordon)
3. The Breakdown – 5:05 (Hank Mobley)

## Musicisti
- Hank Mobley - sassofono tenore
- Freddie Hubbard - tromba
- Wynton Kelly - pianoforte
- Paul Chambers - contrabbasso
- Art Blakey - batteria